# David Production
David Production (株式会社デイヴィッドプロダクション?, Kabushiki-gaisha Deividdo Purodakushon) è uno studio di animazione giapponese fondato nel settembre 2007 da Kōji Kajita e Taito Okiura, ex membri di Gonzo. La prima serie anime prodotta dallo studio è stata Ristorante Paradiso (2009), ma è principalmente noto per aver prodotto gli anime de Le bizzarre avventure di JoJo,  Cells at Work! e Fire Force.
Dal 1º agosto 2014 lo studio è sotto il controllo di Fuji TV.

## Produzioni
| Titolo | Tipo     | Anno      |
| --- | -------- | --------- |
| Bleach (produzione associata a Studio Pierrot per molti episodi)                                                                                   | serie TV | 2004      |
| Soul Eater (Produzione associata a Bones per molti episodi)                                                                                        | serie TV | 2008      |
| Code Geass: Lelouch of the Rebellion R2 (produzione associata a Sunrise per due episodi)                                                           | serie TV | 2008      |
| Inazuma Eleven - La squadra delle meraviglie / Inazuma Eleven - Le nuove sfide (produzione associata a Oriental Light and Magic per molti episodi) | serie TV | 2008-2011 |
| Black Butler (produzione associata ad A-1 Pictures per molti episodi)                                                                              | serie TV | 2008-2009 |
| Ristorante Paradiso | serie TV | 2009      |
| Tatakau Shisho: The Book of Bantorra | serie TV | 2009      |
| Dogs: Stray Dogs Howling in the Dark | OAV      | 2009      |
| Ben-Tō | serie TV | 2011      |
| Level E (co-prodotto con Studio Pierrot) | serie TV | 2011      |
| Inu x Boku SS | serie TV | 2012      |
| DC Nation Shorts | serie TV | 2012      |
| Le bizzarre avventure di JoJo: Phantom Blood / Battle Tendency                                                                                     | serie TV | 2012-2013 |
| Hyperdimension Neptunia: The Animation | serie TV | 2013      |
| Le bizzarre avventure di JoJo: Stardust Crusaders                                                                                                  | serie TV | 2014-2015 |
| Le bizzarre avventure di JoJo: Diamond Is Unbreakable                                                                                              | serie TV | 2016      |
| Planetarian: chiisana hoshi no yume | ONA      | 2016      |
| Planetarian: hoshi no hito | film     | 2016      |
| Monster Hunter Stories: Ride On | serie TV | 2016-2017 |
| Sagrada Reset | serie TV | 2017      |
| Così parlò Rohan Kishibe | OAV      | 2017-2019 |
| Cells at Work! - Lavori in corpo | serie TV | 2018      |
| Captain Tsubasa | serie TV | 2018      |
| Le bizzarre avventure di JoJo: Vento Aureo | serie TV | 2018-2019 |
| Ensemble Stars! | serie TV | 2019      |
| Fire Force | serie TV | 2019      |
| Fire Force 2 | serie TV | 2020      |
| Strike Witches: Road to Berlin | serie TV | 2020      |
| "Hataraku saibō!!" Saikyō no teki, futatabi. Karada no naka wa "chō" ōsawagi!                                                                      | film     | 2020      |
| Cells at Work!! | serie TV | 2021      |
| 2.43: Seiin High School Boys Volleyball Team | serie TV | 2021      |
| Misaki no mayoga | film     | 2021      |
| Le bizzarre avventure di JoJo: Stone Ocean | ONA      | 2021-2022 |
| Ensemble Stars!! Road to Show!! | film     | 2022      |
| Spriggan | ONA      | 2022      |
| Urusei Yatsura - Lamù e i casinisti planetari | serie TV | 2022-2023 |
| Undead Unluck | serie TV | 2023-2024 |
| Urusei Yatsura - Lamù e i casinisti planetari 2 | serie TV | 2024      |
| Fire Force 3 | serie TV | 2025-2026 |
| Le bizzarre avventure di JoJo: Steel Ball Run | TBA      | TBA       |